# Vyacheslav Chanov
Vyacheslav Viktorovich Chanov ou V'yacheslav Viktorovych Chanov - respectivamente, em russo, Вячеслав Викторович Чанов, e, em ucraniano, В'ячеслав Вікторович Чанов (Moscou, 23 de outubro de 1951) é um ex-futebolista ucraniano que jogava como goleiro, nascido na então RSFS da Rússia.

## Carreira
Ainda jovem, mudou-se com a família para Donets'k, e lá iniciou a sua carreira em 1969, no Shakhtar Donets'k, em época em que o clube possuía bem menos visibilidade que os dias atuais. Ficou no Shakhtar até 1978, ano em que ascendeu ao time principal seu irmão mais novo, o também goleiro Viktor Chanov. Em 1979, V'yacheslav foi para o Torpedo Moscou, de onde sairia em 1984. Naquele ano, realizaria sua única partida pela Seleção Soviética, em amistoso contra a Alemanha Ocidental, e como capitão.
Apesar de ter efetivamente jogado apenas em 1984 pela URSS, fora convocado para a Copa do Mundo FIFA de 1982 junto com seu irmão, caso único de dois goleiros irmãos em uma Copa - ambos ficaram na reserva de Rinat Dasayev. O mundial ocorreu um ano após V'yacheslav ter sido eleito o melhor goleiro da União Soviética.
Em 1985, foi para o Neftçi Baku, da então RSS do Azerbaijão. Dois anos depois, foi para o CSKA Moscou, se aposentando em 1993, com 41 anos. Depois retornou ao CSKA, onde exerce, desde 2002, a função de treinador de goleiros.